# Mercedes-Benz OM604
La sigla OM604 identifica una piccola famiglia di motori diesel prodotti dal 1993 al 1998 dalla Casa tedesca Mercedes-Benz.

## Profilo e caratteristiche

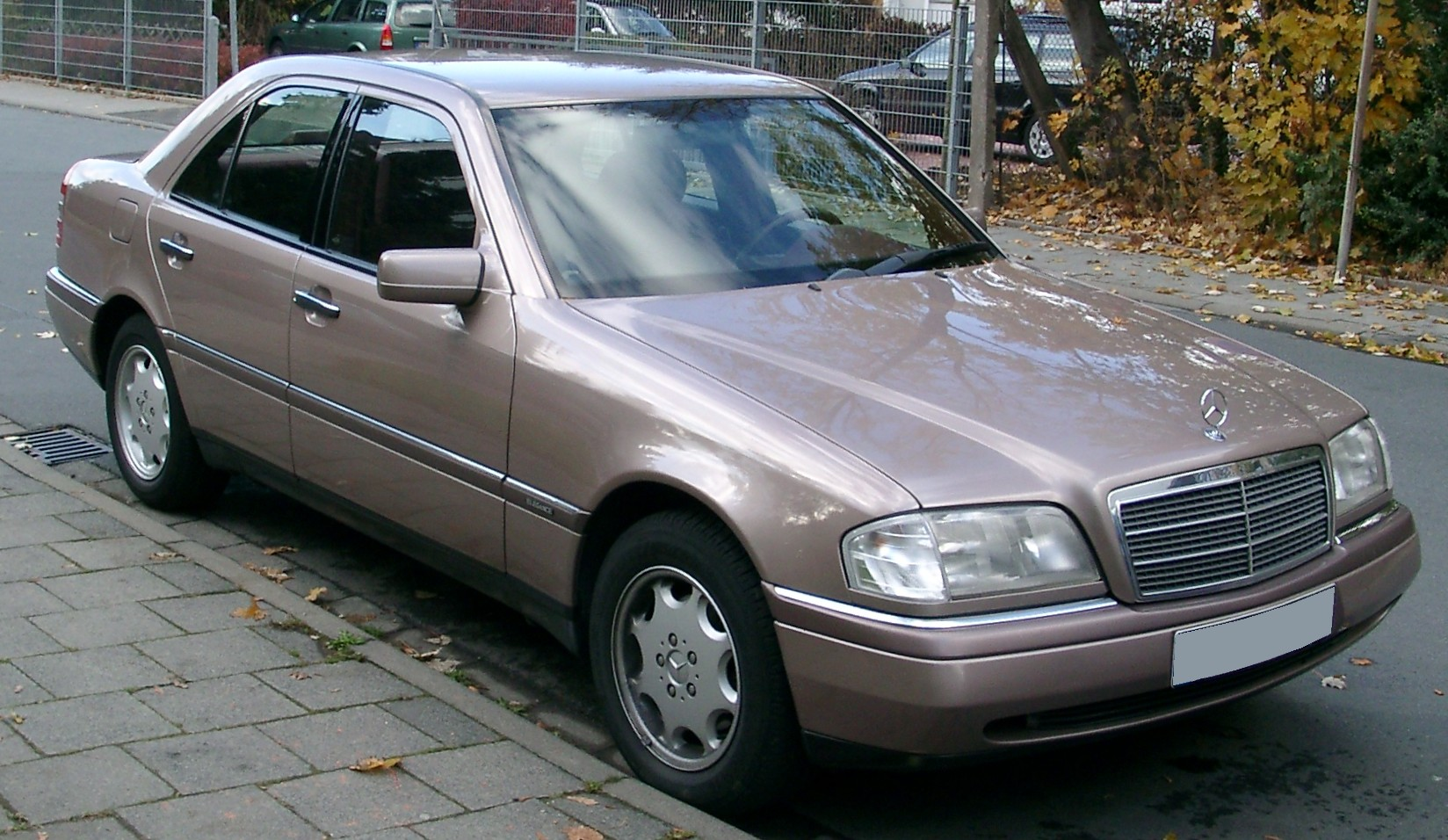
La Mercedes-Benz C220 Diesel W202 è stata una delle due applicazioni del 2.2 litri OM604...

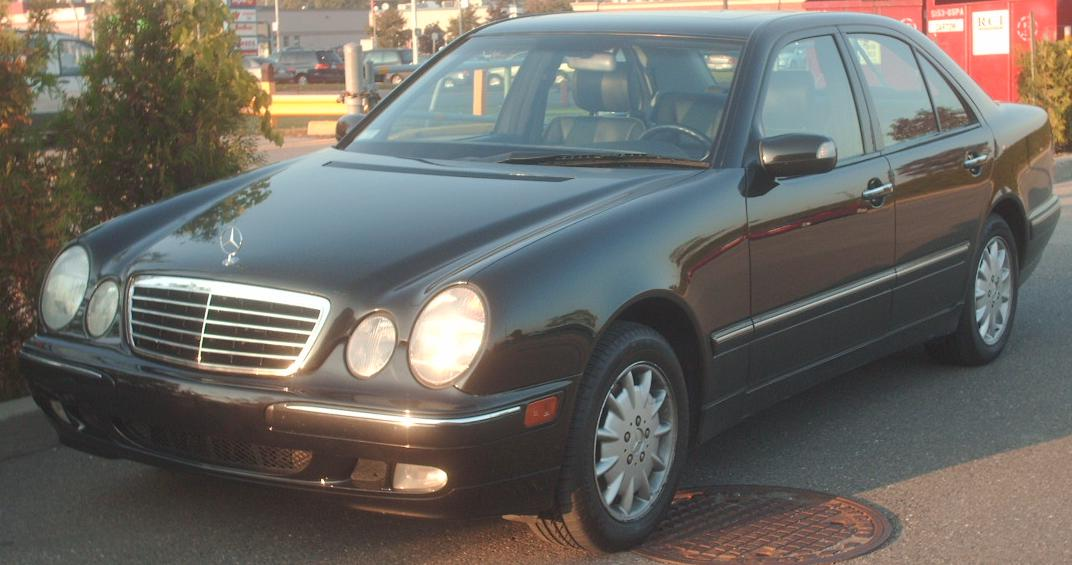
... l'altra è stata la E220 Diesel W210

Si tratta di un gruppo di due motori diesel che vanno a raccogliere l'eredità dei precedenti motori aspirati OM601 da cui derivano. Anche questi motori sono stati prodotti unicamente da aspirati, ma propongono comunque alcune novità, come la pompa di iniezione Lucas al posto della Bosch soprattutto la distribuzione bialbero. Rimane comunque la soluzione con precamera per l'alimentazione.

Inizialmente proposto con cilindrata di 2.2 litri, è stato poi affiancato da una più parca versione da 2 litri.

Il motore OM604 è stato sostituito dopo cinque anni di produzione dal più moderno motore OM611.

### OM604D22
Di seguito vengono riportate le caratteristiche del 2.2 litri OM604:
- architettura a 4 cilindri in linea;
- inclinazione a destra di 15°;
- monoblocco in ghisa;
- testata in lega di alluminio;
- alesaggio e corsa: 89x86.6 mm;
- cilindrata: 2155 centimetro cubo;
- distribuzione a doppio asse a camme in testa;
- testata a 4 valvole per cilindro;
- rapporto di compressione: 22:1;
- alimentazione ad iniezione indiretta con precamera;
- albero a gomiti su 5 supporti di banco;
- potenza massima: 95 CV a 5000 giri/min;
- coppia massima: 150 Nm costanti fra 3100 e 4500 giri/min;
- applicazioni:
  - Mercedes-Benz C220 Diesel (1993-98).
  - Mercedes-Benz E220 Diesel (1995-98).

### OM604D20
Questa sigla identifica la versione da 2 litri, derivata dal precedente 2 litri OM601 e prevista unicamente per il mercato portoghese. Tale motorizzazione mantiene le stesse caratteristiche costruttive dell'unità più grande, tranne:
- alesaggio e corsa: 87x84 mm;
- cilindrata: 1997 cc;
- potenza massima: 88 CV a 5000 giri/min;
- coppia massima: 135 Nm tra 2000 e 4650 giri/min;
- applicazioni: 
  - Mercedes-Benz C200 Diesel W202 (10/1995-07/1998);
  - Mercedes-Benz C200 Diesel SW S202 (06/1996-06/1998);
  - Mercedes-Benz E200 Diesel W210 (06/1996-06/1998).

Di questo motore ne è stata proposta anche una variante, anch'essa unicamente per il Portogallo, in grado di funzionare anche con combustibile vegetale (olio di colza). Le applicazioni sono le stesse del 2 litri OM604 tradizionale.